# Maximilian Kuen

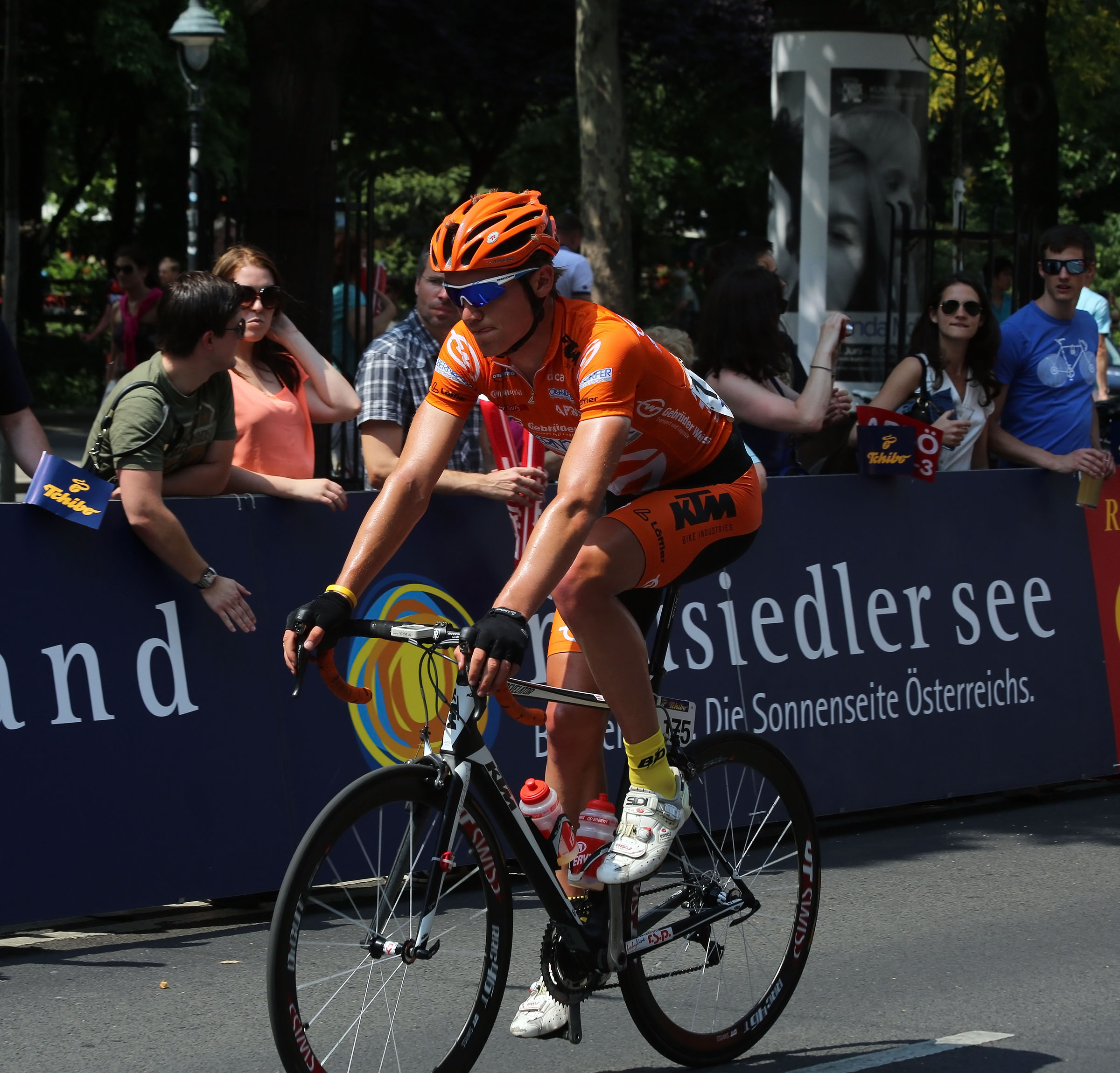
Maximilian Kuen (Österreich-Rundfahrt 2013)

Maximilian Kuen (* 26. Mai 1992 in Kufstein) ist ein ehemaliger österreichischer Radrennfahrer.

## Sportlicher Werdegang
Maximilian Kuen wurde 2008 österreichischer Vizemeister im Einzelzeitfahren der Jugend. Im Jahr 2010 gewann er bei den Junioren den Österreichischen Meistertitel im Einzelzeitfahren sowie am Berg. Gleichzeitig war er eine fixe Größe im Österreichischen Nationalteam. Er bestritt dabei Rennen wie Le Pavé de Roubaix, welches er auf dem 19. Rang beendete.
Seit der Saison 2011 fährt er für das österreichische Tyrol Team. Seit seinem ersten U23-Jahr ist er Bestandteil des österreichischen U23-Nationalteams. 2021 beendete er seine Karriere als Aktiver nach drei Jahren beim Team Vorarlberg.

## Erfolge
2010 (Junioren)
- Österreichischer Meister – Einzelzeitfahren
- Österreichischer Meister – Berg

2014
- Österreichische Meisterschaft – Straße (U23)

2015
- Rund um Sebnitz
- Bergwertung Fléche du Sud
- Österreichische Meisterschaft – Kriterium

2018
- Bergwertung Gemenc Grand Prix

## Teams
- 2011–2013 (bis 14. Juni) Tirol Cycling Team
- 2013 (ab 15. Juni)-2014 Gebrüder Weiss-Oberndorfer
- 2015–2018 Amplatz-BMC / My Bike-Stevens
- 2019–2021 Team Vorarlberg